# Vilniaus Vytis
Vilniaus Vytis är en fotbollsklubb från staden Vilnius i Litauen som grundades 2012.  

## Placering tidigare säsonger

### TAIP
| Säsong | Nivå | Liga                  | Placering |
| ------ | ---- | --------------------- | --------- |
| 2012   | 4    | Trečia lyga (Vilnius) | 3         |
| 2013   | 4    | Trečia lyga (Vilnius) | 1         |
| 2014   | 4    | Trečia lyga (Vilnius) | 1         |
| 2015   | 3    | Antra lyga (Pietūs)   | 1         |

### "Vilniaus Vytis"
| Säsong | Nivå | Liga       | Placering | Referens |
| ------ | ---- | ---------- | --------- | -------- |
| 2016   | 2    | Pirma lyga | 3         | [ 1 ]    |
| 2017   | 2    | Pirma lyga | 3         | [ 2 ]    |
| 2018   | 2    | Pirma lyga | 6         | [ 3 ]    |
| 2019   | 2    | Pirma lyga | 3         | [ 4 ]    |
| 2020   | 2    | Pirma lyga | 7         | [ 5 ]    |
| 2021   | x    | x          | x         | [ 6 ]    |

## Tränare
- Algimantas Liubinskas (20??–2020)